# Cartea Numeri

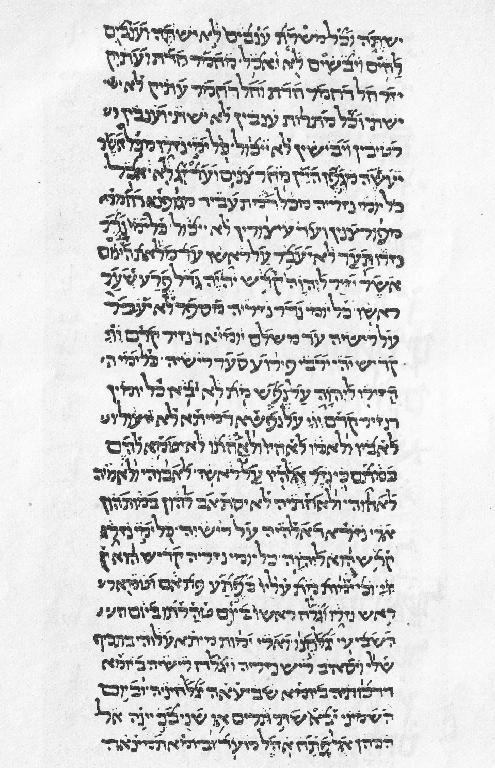
O pagină din Cartea Numeri,6:3-10, dintr-un exemplar din secolul al XII-lea, aflat la British Library, unde rândurile în ebraică alternează cu traducerea arameică a lui Onkelos. Sursa: Plate IX. The S.S. Teacher's Edition: The Holy Bible. New York: Henry Frowde, Publisher to the University of Oxford, 1896

Numeri sau Cartea Numeri (în originalul ebraic: בְּמִדְבַּר B'Midbar = "În pustiu", după primele cuvinte cu care începe, în greacă Aριθμοί = adică Numere, în pronunția neo-greacă Arithmí, în latină Numeri, de unde și numele tradițional și în limba română) este a patra carte a Pentateuhului, a celor cinci Cărți ale lui Moise, cunoscute pentru evrei ca Tora, parte a Bibliei ebraice (Tanah), și pentru creștini, ca Vechiului Testament, parte a Bibliei creștine.
Denumirea cărții în tradiția iudeo-elenistică și creștină se explică prin faptul că ea începe cu numărătoarea, recensământul, israeliților aflați în drum, în deșert, sub conducerea lui Moise. Evreii, în tradiția lor orală, reflectată în tratatele adunate în Mișna și Talmud, o supranumesc Cartea numărătorilor - Humash Hapekudim. Pentru uzul evreilor, în Torá, cartea este divizată în 35 capitole, care fac parte din 10 pericope săptămânale, în vreme ce în Biblia creștină, ea este împărțită în 36 capitole. 

## Sumar
Cartea Numeri ar putea fi împărțită în trei părți principale:
- 1.Numărătoarea israeliților și pregătirile pentru reluarea mersului prin deșert.(1-10:10).
- 2.Relatarea drumului din Sinai până în Moab (Moav), trimiterea iscoadelor în Țara Canaanului și raportul primit de la aceștia, valurile de nemulțumiri (cu opt ocazii) în rândurile israeliților confruntați cu greutățile drumului. (10:11-21:20).
- 3.Evenimentele din țara Moabului înainte de trecerea râului Iordan.(21:21-36).